# Центральноандійська суха пуна

Екорегіон Центральноандійська суха пуна на мапі Південної Америки

Центральноандійська суха пуна — екорегіон, розташований на високих плато Анд в Південній Америці. Складає частину луків Пуни, поширених на плато Пуна.

## Розташування

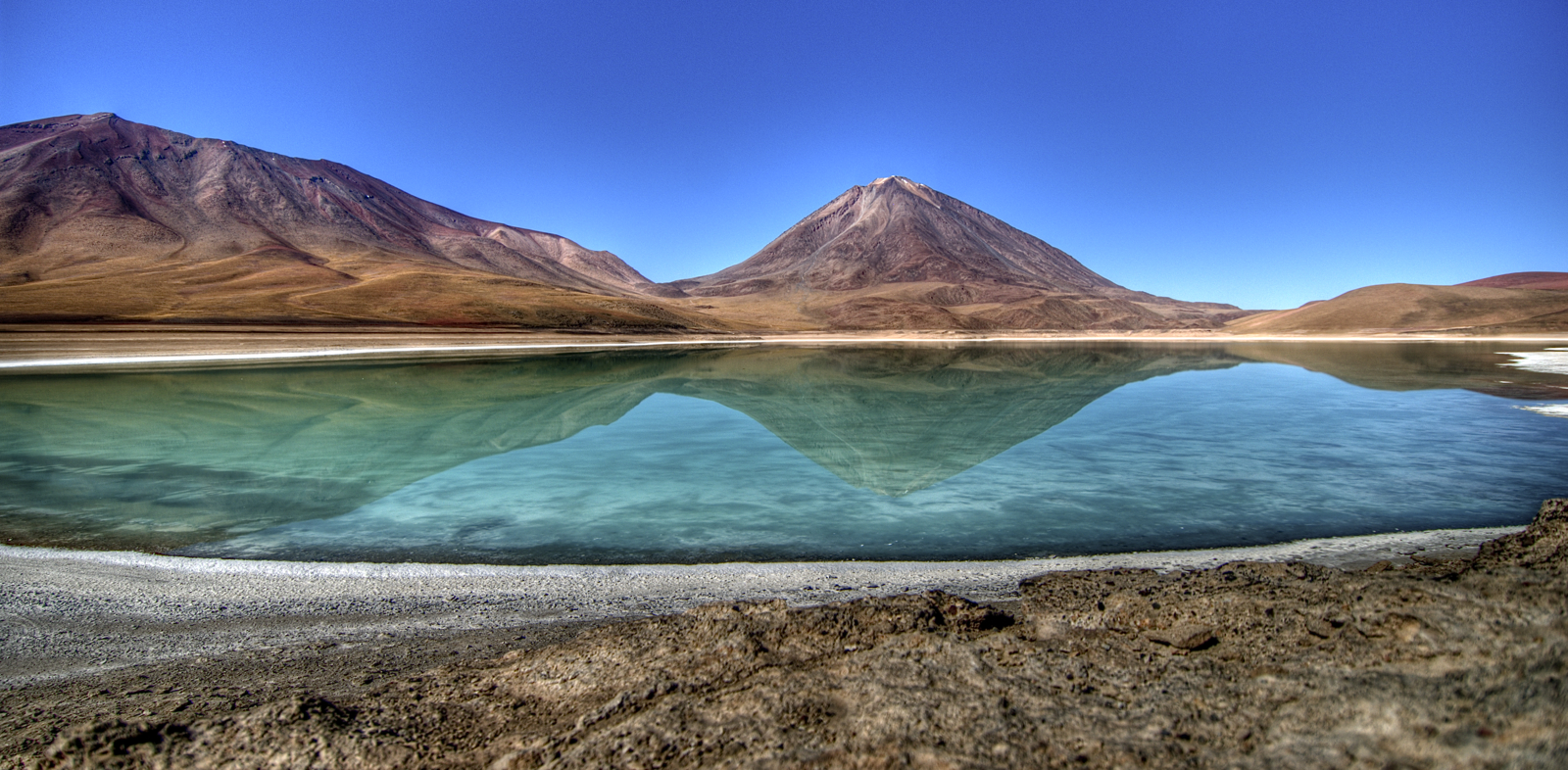
Лагуна-Верде, Болівія.

Цей екорегіон займає південно-західну частину Альтіплано, та розташований на схід від пустелі Атакама.
Солончаки, відомі тут як «салари» (ісп. salares) — характерна риса екорегіону. Серед найбільших солончаків: Койпаса, Уюні, Атакама і Арісаро. Крім того, тут знаходяться багато озер, таких як Поопо і Койпаса, і багато вулканів, що здіймаються над Альтіплано, зокрема Парінакота, Невадо-Сахама, Тата-Сабая, Ояґуе, Ліканкабур, Ласкар, Аракар, Сокомпа і Юяйяко. Крім того, в регіоні знаходиться безліч ставків та невеликих озер, серед яких як постійні, так і пересихаючі, від прісноводних до дуже солоних.

## Рослинність

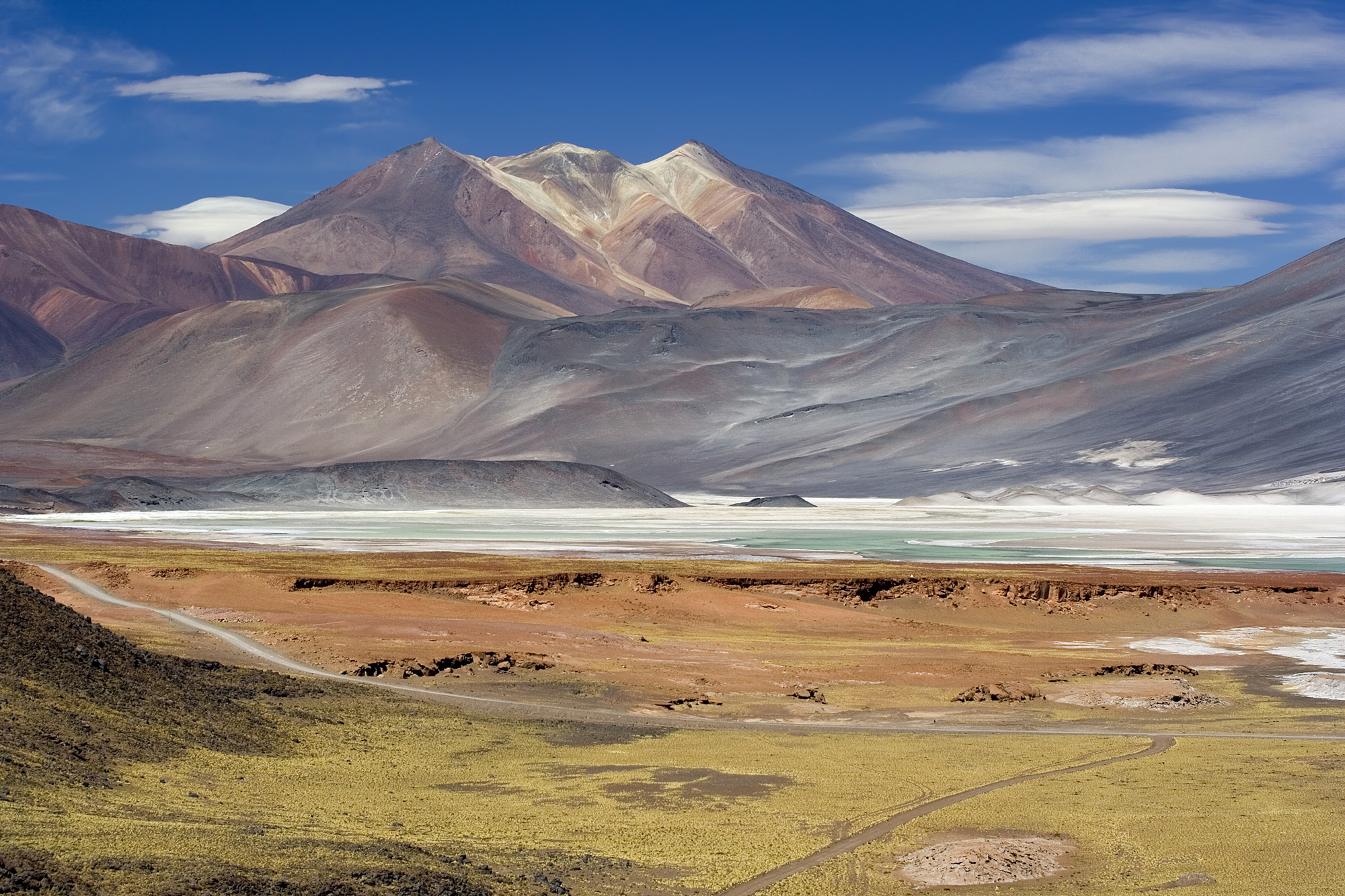
Салар-де-Талар, Чилі.

В сухій пуні зустрічаються високогірні болота — bofedales, що характеризуються наявністю типової для боліт подушкової рослинності. Зокрема, тут часті рослини роду Yareta. На сухіших лугах переважають види родів Stipa і Festuca.
Центральноандійська суха пуна є родиною роду Polylepis, що включає Polylepis tarapacana — найвисокогірнішу дерев'яністу рослину у світі.

## Тваринний світ

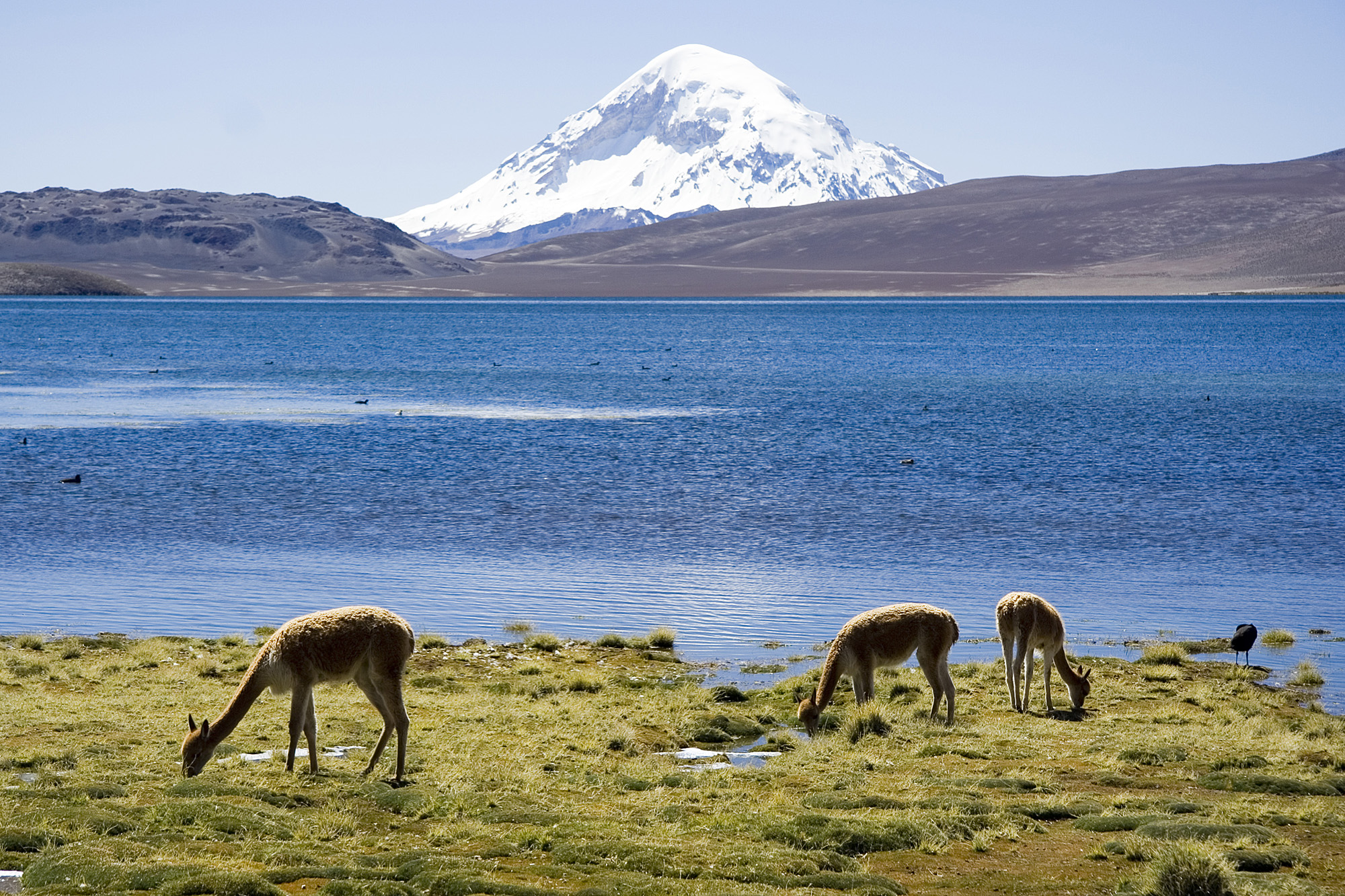
Озеро Чунґара́ і Невадо-Сахама

В цьому екорегіоні поширені верблюдові, такі як лама (Lama glama), альпака (Vicugna pacos) і вікунья (Vicugna vicugna). Інші ссавці включають пуму (Puma concolor), андського леопарда (Leopardus jacobitus), магеланового собаку (Lycalopex culpaeus) та броненосця (Chaetophractus nationi).
Також тут мешкають шість видів фламінго, зокрема андський фламінго (Phoenicopterus andinus), фламінго Джеймса (Phoenicopterus jamesi) і чилійський фламінго (Phoenicopterus chilensis). Іншими відомими птахами як нанду Дарвіна, андський кондор, пунійський тинаму (Tinamotis pentlandii), пунійська качка (Anas puna), пунійський мартин (Plegadis ridgwayi) та андська гуска (Chloephaga melanoptera).

## Охорона
В районі багато прородоохоронних територій, де знаходять захист місцеві види флори і фауни. Вони включають:
- Національний парк Лаука (Чилі)
- Національний парк Сахама (Болівія)
- Андійський тваринний національний заповідник Едуардо Авароа (Болівія)
- Національний резерв Лос-Фламенкос (Чилі)
- Резерв флори і фауни Ольварос-Каучарі (Аргентина)
- Національний парк Юяйяко (Чилі)